# Mužik (turistické značení)
Jako mužik nebo mohylové značení (anglicky např. marker cairn) bývá označována hromádka z kamenů uměle vytvořená za účelem turistického značení a orientace v horách a velehorách. Bývá ho užíváno obvykle v místech, kam je obtížné dostat pásové turistické značení, či v oblastech, kde turistické značení vůbec neexistuje.

## Galerie

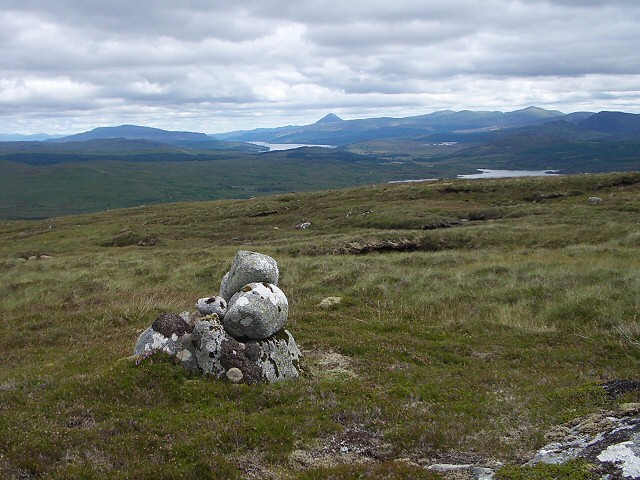
Mužik na Dorne Plateau ve Skotsku